# 1966年全军政治工作会议
1966年全军政治工作会议于1965年12月30日至1966年1月18日，由中国人民解放军总政治部主持在北京召开。

## 概述
出席会议的有中国人民解放军陆、海、空军及高等院校等军以上单位的政治工作负责入和部分师政治委员。会议的中心议题，是研究如何贯彻执行林彪在1965年11月18日提出的“突出政治”的五项原则。